# SD鋼彈FORCE
《SD GUNDAM FORCE》（Superior Defender Gundam Force）是從2004年1月7日起到2004年12月29日為止在東京電視台播放的電視動畫，也是高达系列第十部长篇动画连续剧。

## 故事簡介
故事發生在人與MS和平共處的國度、新托比亞。某天，邪惡MS軍團「暗黑亞古捷斯」手下「先鋒渣古」，率領渣古兵團，企圖入侵。一位名叫「阿修」的少年，無意中啟動沉睡的MS「隊長高達」，更在他幫助下，打敗先鋒渣古軍團。
為對抗暗黑亞古捷斯入侵，「SD高達戰隊」正式成立，後來更加上來自異空間，為解救故鄉危機，來到新托比亞的戰士「翼之騎士．零」及「炎之武者．爆熱丸」，成為夥伴。開始圍繞修仔及三位高達戰士的歷險之旅……

## 登場人物及機械介紹

### 新托比亞
科技先進發達的未來都市，人與MS能夠和平共存，更不可擁有武器。MS是由人類製作，所以屬純機械人物。
S.D.G.
全名為 Super Dimensional Guard，為高達隊長、飛鷹高達、潛水大炮等高達所屬的軍事組織,被賦予擁有及使用軍火的特權。
S.D.G.旗下有根比利運輸機、吉姆、鐡球、空中基地。指揮官為哈囉長官，開發主任為卡奧連。
高達隊長(Captain Gundam)（キャプテンガンダム、聲優：神谷浩史／香港：梁偉德）
S.D.G.高達軍團隊長，結合與修仔的友情，可發揮無窮威力。
高達隊長亦可用換裝環轉換為機動市民模式,以便於隱藏自己是戰鬥用機械人的身份。除了機動市民模式外，亦擁有飛行裝備。
必殺技為「隊長重拳」。
原型為「SD司令戰記G-Arms」中同名角色「Captain Gundam」
重武裝高達隊長(Heavy armored Captain Gundam)
為應付與暗克亞古捷斯指揮官沙薩比的一戰，高達隊長接受強化成為重武裝隊長高達。配備重型機槍、重型護盾及肩部飛彈發射器等新裝備。
重武裝高達隊長可轉換為武裝戰車，必殺技為「獅子之牙」。
高達隊長V作戰模式(Captain Gundam Option V)
高達隊長打敗暗克亞古捷斯指揮官沙薩比後，為了令高達隊長在各種未知時空戰鬥，便在高達隊長的基礎上加上「V作戰背包」。配備強力游標器(可作簡單飛行)、V長棒(可轉為雙管加農炮或兩把激光劍)。及後，高達隊長V作戰模式於對加貝拉教授一役中重創。
超級高達隊長(GP-01蟹霸隊長)(Hyper Captain Gundam)
高達隊長於對加貝拉教授一役被重創，被修複並升級成超級高達隊長，配備重型機槍、重型護盾、V長棒等武器。
超級高達隊長可裝備「F作戰背包」，以白由飛行。
必殺技為以頭上超級Ⅴ天線發出的「Ⅴ攻擊」。
選項Z (Option Z)
選項Z是一架無人支援機，於對總司令一役作為援軍第一梯隊出現。機身裝配大量飛彈莢及一把重型光束炮，曾於瞬間殲滅大量德卡。
選項Z可以作為背包裝備於超級高達隊長，但前提為隊長必須捨棄已有作戰背包。裝備選項Z的超級高達隊長在火力、機動性上有飛躍的提昇。
飛鷹高達(GunEagle)(聲優：浪川大輔／香港：黃啟昌）
S.D.G.高達軍團成員，空戰能手。最初看不起來自異世界的零及爆熱丸，後來在危機中，獲得零幫助，才重對其重新改觀，飛鷹高達亦於對總司令一役作為援軍第二梯隊出現。
必殺技為「飛翔導彈」。
原型為「SD司令戰記G-Arms」空軍副隊長「GunEagle」
潛水大炮 (GunDiver)(聲優：中井和哉）
S.D.G.高達軍團成員，專為水戰設計的可變型MS，共有七部量產機（成員間互稱兄弟），能施展水中合體技。配備輸氣管三叉戟作主要武器，亦可自由轉換為潛水艇形態。
必殺技為以7機同時於水底放出回力標的「七色彩虹漩渦攻擊」。
原型為「SD司令戰記G-Arms」海戰隊成員「靈格斯」（Re-GZ），但名稱則沿用另一角色、海軍隊長「GunDiver」。
高達直昇機(GunCopper)
由潛水大炮改裝而成，可以作七為一體的空中攻擊。配備4管格林機槍及導彈作主要武器，高達直昇機亦於對總司令一役作為援軍第二梯隊出現。
高達戰車(GunBake)(聲優：柳沢栄治／香港：鄧榮銾）
S.D.G.高達軍團成員，高達戰車為加入了為高達隊長提供戰鬥訓練的機械教官A.Ⅰ.的電單車型機械人。配備SV導彈作主要武器。
高達裝甲車(GunPanzer)
由高達戰車改裝而成，配備導彈、機炮、火炮。高達裝甲車車身為堅固裝甲、可用以保護乘載者。此裝甲車為莉莉公主及阿修的專用車。
阿修（シュウト、聲優：朴璐美／香港：蔡惠萍）
新托比亞出身少年，故事主角，為高達軍團的成員，S.D.G.的特別隊員。
哈囉長官(聲優：吉水孝宏／香港：潘文柏）
S.D.G.的指揮官，頭上戴着哈囉造型的頭盔。
GP-04馬都拿(Ma-D-Nug)(聲優：大塚明夫／香港：李錦綸）
S.D.G.以GP-01蟹霸隊長為藍本而製造的新一代高達，於故事發生4年後作為超光速航行的實驗機機師時，被太空隕石撞擊實驗裝置而發生意外，意外後於未知空間漂流(回到過去)，及後被總司令同化，塗裝亦由白色轉為黑色。馬都拿憎恨遺棄他的世界，於是打算讓總司令復活，毀滅所有次元空間。
其背部配備兩把光束步槍。
名字是高達(GUNDAM)的逆向。
高達武沙爾(Gundam-Mushi)(聲優：佐藤佑子)
前身為被遺棄在新托比亞的暗黑亞古捷斯戰艦麥那武沙爾，經過S.D.G.的大幅度改造，成為高達軍團的旗艦。
此艦婁遭重創，但憑着A.I.麗美及其自我修復能力，均能化險為夷。指揮塔自身有獨立推進系統，必要時可用作逃離之用。
武裝有三門光束炮(分別安置於三座炮塔內)，以及四門船側防空炮。

### 拉古羅亞
異世界、人類與MS共存的地方，有著魔法、騎士等存在。
翼之騎士．零式(Zero The Winged Knight)（翼の騎士ゼロ、聲優：齋賀光希／香港：袁淑珍）
拉古羅亞出身的騎士，拉古羅亞親衛隊成員之一，為找出解除石化的方法而被五賢人及莉莉公主送到新托比亞。其武器為維特利斯聖劍及英皇聖盾。
必殺技為「紫龍捲」。
原型機來自「SD高達英雄傳」中的機兵「流麗騎士飛翼高達」(流麗騎士ウイングガンダム)。
銀翼之騎士．零式改(Zero-custom The Winged Knight Silver-wings)
此乃寒冰龍與零式的合體。
必殺技為「無限之翼」。
闇之騎士．地獄死神(Deathscythe The Knight of Darkness) (聲優：伊藤健太郎／香港：潘文柏）
是為事件的幕後黑手，拉古羅亞親衛隊成員之一。為了得到莉莉公主，便將暗黑亞古捷斯引到拉古羅亞，背叛拉古羅亞親衛隊，成為暗黑亞古捷斯的幹部之一。及後假裝成幻影，操縱多魯基斯。為了變成人類及解除莉莉公主的石化，捕捉了寒冰龍及白色巴古巴古。
能與拉古羅亞高級精靈(地位在四神獸之上,與寒冰龍同級並相對)之一「鋼鐵龍」合體。
嵐之騎士．多魯基斯(Tallgeese The Knight of the Tempest)(聲優：楠大典／香港：陳欣）
拉古羅亞騎士，野心勃勃要佔領整個國家。及後知道自己一直被地獄死神操縱後，決意向地獄死神報仇，最後以自爆方式救出寒冰龍以破壞地獄死神的計劃。
能與拉古羅亞四神獸之一「格里芬」合體，令戰鬥力大幅提高。
原型機來自「SD高達英雄傳」中的機兵「神風騎士多魯基斯」(神風騎士トールギス)。
轟雷之騎士．麥丘留士(Mercurius The Knight of Thunder)(聲優：野島裕史）、暴風之騎士．拜葉特(Vayeate The Knight of Storm)(聲優：陶山章央）
曾因反叛而被封印在拉古羅亞的黑洞深處，後被嵐之騎士．多魯基斯解放，並臣服於旗下，最後被嵐之騎士．多魯基斯以魔劍．艾比安斬殺吸收。
艾比安之劍/凶戰士．艾比安(Berserker Epyon)(聲優：楠大典）
在拉古羅亞被封印的魔劍，能夠吸收高達的力量而增強。由闇之騎士．地獄死神解封並交給嵐之騎士．多魯基斯，藉此奪取寒冰龍。
實際上為拉古羅亞的精靈-凶戰士．艾比安，因過度兇暴而被封印在「艾比安之劍」里，后來吸收了嵐之騎士．多魯基斯和神獸「格里芬」的力量而復活，能夠變成雙頭龍的型態。
最后被寒冰龍與零式的合體-銀翼之騎士．零式改摧毁。
口頭禪為「我要把你別掉」。
莉莉公主(聲優：松来未祐／香港：張頌欣）
拉古羅亞王國王位首席繼承者，全名為莉莉芝瑪娜.美也.多.拉古羅亞。其任性程度，連零式都無法應付。
高達軍團成功解除她的石化，及後與高達軍團一同行動，被騎馬王丸稱為急進的公主。

### 天宮之國
異世界，只有MS、沒有人類居住的國度。該國MS性質接近人類，除擁有納米金屬細胞，可自動修復傷口，更需要進食維持運作，更如人類一樣，會生兒育女，小孩更會長大成人。
原型來自「SD戰國傳」同名國家，一般會視本作的天宮，與原版是平行世界。
爆熱丸/爆心丸(Shining Gundam/God Gundam 聲優：千葉進歩／香港：蘇強文）
武里天丸的徒弟，使用雙刀流的熱血武者，與騎士飛翼是一對歡喜寃家，有一匹戰馬名為「炎天丸」。
爆熱丸及爆心丸的設計，均是來自外傳作品「SD高達英雄傳」中、天宮之國的機兵。爆熱丸為「機巧武者閃光高達」(機巧武者シャイニングガンダム)，爆心丸則是該作品另一款機兵「闘神武者神高達」(闘神武者ゴッドガンダム)。
元氣丸/元騎丸（GF4-001NE Pharaoh Gundam IV  聲優：小林由美子／香港：林元春）
少年武者，實際上是騎馬王丸獨子，原名「元騎丸」。喜愛搗蛋，令爆熱丸等人頭痛不已。可畫出異空間通道的人物，只要他用手指畫出「井」字，便能製造通道，後是大將軍。
武里天丸（GF13-003NEL John Bull Gundam  聲優：丸山詠二／香港：招世亮）
年近古稀的武者，亦是爆熱丸的師父，第一代「爆心之鎧」的持有者，最喜歡說不。在爆熱丸歸來時，因元氣丸的身份而誤認高達軍團一行人為騎馬王眾的一份子，在爆熱丸成功穿上「爆心之鎧」並擊敗虛武羅忍群後，才重新相信阿修一行人。與高達裝甲車氣志相投，初見面就成了好友。
機動武者大神將（GF13-001NH Kowloon Gundam）
封印在天地城中心的機動武者，全高12米34厘米56毫米。騎馬王丸為著得到天下，亟欲將其發動。可惜始終不成功。後來他發現元氣丸能夠穿越空間的技能，便將其俘虜，要脅其出手，利用空間通道進入大神將內部。但大神將排拒，只接受元氣丸操控。
完全善大將軍(God Gundam+Viking Gundam)（聲優：小杉十郎太／香港：陳永信）
天宮之國大將軍，經常出手協助阿修一行人。愛好是創作俳句。擁有可以變成寶船的戰馬。最後透露其同樣可以可畫出異空間通道。

#### 騎馬家
騎馬王丸的軍團。
騎馬王丸(GF13-002NGR Zeus Gundam)（聲優：田中正彦／香港：黃健強）
暗黑亞古捷斯的幹部之一(之後退出)。騎馬家的頭領，密謀吞併天宮之國，為求達到目的，決定與暗黑亞古捷斯聯手，並四出尋找啟動傳說巨神「機動武神大神將」，以達成其野心。敗於爆心丸後，知道大勢已去。被阿修告之元氣丸為自己的獨子後，阿修把元氣丸帶來其面前，二人對話後和解。在自護總司令降臨時，決意背離暗黑亞古捷斯，並向眾人道出自護總司令和加貝拉博士的目的，與眾人共同對抗暗黑亞古捷斯。
騎馬王眾
負責守衛及操縱天地城。身體都接受過改造。戰後跟隨元氣丸遊走天宮之國。
東方不敗．爆霸丸(GF13-001NHII Master Gundam)（聲優：小村哲生／香港：劉昭文）
騎馬王眾的首領，為騎馬王丸的左右手。主要使用的武器是槌子。認為爆熱丸很弱，很看不起他。必殺技是「醉舞爆霸槌擊」。
天劍絕刀．猛禽丸(Gundam Heaven's Sword)（聲優：西脇保／香港：潘文柏）
擁有飛行能力，主要使用的武器是青龍刀。必殺技是「猛禽絕刀破」。
獅王爭霸．機獸丸(Grand Gundam)（聲優：野島裕史／香港：梁偉德）
兩手為巨爪和大炮，另外兩肩還有兩個大炮。必殺技是「機獸大亂射」。
笑傲江湖．破餓音丸(Walter Gundam)（聲優：浪川大輔／香港：陳永信）
鎧甲是球狀的，很堅固，可以把身體收進鎧甲中，變成可攻可守的鐵球撞擊敵人。必殺技是「破餓音鎧突進」。
阿修羅丸( GF13-041NSI Ashura Gundam 聲優：小西克幸／香港：黃榮璋）
騎馬王丸的手下。原名「孔雀丸」，是爆熱丸的師弟，在一次被爆熱丸打敗後，因感到受辱，被騎馬王丸利用，決意要向爆熱丸復仇。
虛武羅丸、虛武羅忍群(GF13-030NIN Cobra Gundam 聲優：梁田清之(虛武羅丸)、加瀬康之(虛武羅忍群)／香港：李致林(虛武羅丸)
騎馬王丸的手下，會使用忍術。其中虛武羅忍群的首領(紫色鎧甲的虛武羅丸)，號稱攻城必破，因多次失手而被騎馬王丸捨棄。在打算以死謝罪時，被元氣丸所制止及施以援手，之後便轉而幫助元氣丸。

### 暗黑亞古捷斯
自護總司令
暗黑亞古捷斯的首領，目的是毀滅所有次元空間。可以同化高達成為自己的部下,並擁有打開次元通道把自己與部下傳送到任何次元空間的能力。初登場時只有頭部和雙手，通過吸收被扔進熔爐的高達所熔煉成的機動礦石來重塑身體。
加貝拉博士／GP04(聲優：大塚明夫／香港：李錦綸）
暗黑亞古捷斯的幹部之一。來自未來的MS，本身是高達隊長的後繼機，後來回到過去，作為自護總司令的部下，並以「加貝拉」的外表掩飾身份。
在最終決戰時表露自己的真實身份及怨恨，在失足要掉進熔爐時被高達隊長所救而一度有所動搖，但最終還是拒絕了高達隊長的幫助，掉進熔爐為總司令獻身。
原型角色是「SD司令戰記G-Arms」中，與隊長高達敵對的MK-II。

#### 新托比亞侵略部隊
司令沙煞比(聲優：池田秀一／香港：陳永信）
亞古捷斯大將，與隊長高達，同樣擁有「心靈傳動系統」。
原型角色是「SD司令戰記G-Arms」中的沙煞比將軍。
德卡四天王
在暗黑亞古捷斯對新托比亞發動總攻擊，作為司令沙煞比的先行部隊領軍。
灰色德卡(聲優：中嶋聰彥)
一直在司令沙煞比所化身的紅色渣咕身邊支援，之後一直阻擋想奪回「心靈傳動系統」的阿修和高達隊長前進，在失手後被司令沙煞比親手消滅。
黃色德卡(聲優：宮田幸季)
先后與高達隊長、高達戰車和飛鷹高達交戰，被負傷的飛鷹高達擊破。
藍色德卡(聲優：水島大宙)
擋在爆熱丸和翼之騎士．零式面前，最後被爆熱丸擊破。
紫色德卡(聲優：諏訪部順一)
擋在爆熱丸和翼之騎士．零式面前，最後被翼之騎士．零式擊破。
侵略部隊隊長
暗黑亞古捷斯對新托比亞進行侵略的先行作戰部隊的隊長。在司令沙煞比被打敗後被S.D.G.擒住，之後混入了探索隊，除了先鋒渣古以外的二人屢次試圖奪回麥那武沙爾/高達武沙爾。在最終決戰後跟隨元氣丸遊走天宮之國，並受到虛武羅丸和騎馬王眾的監管。
先鋒渣古(聲優：柳沢栄治／香港：梁志達）
三位侵略作戰部隊隊長之一，厭惡植物，與戰鬥老虎為鬥氣冤家。在司令沙煞比被打敗後，遭受禁閉期間被哈囉長官所感化而變得喜歡植物並不願再作戰，一度捨棄了武裝成為高達武沙爾的清潔工。在最終決戰的最後，總司令敗走時，帶領其他兩位發動聯合必殺技追擊，事後表示他只是為了向總司令復仇而假裝被感化，並計畫繼續作惡，但因眾人施壓而畏縮作罷。
原型角色是「SD司令戰記G-Arms」中的同名角色。
戰鬥老虎(聲優：岩尾万太郎／香港：雷霆）
三位侵略作戰部隊隊長之一，與先鋒渣古為鬥氣冤家。很看不起先鋒渣古，並視其為笨蛋。
原型角色是「SD司令戰記G-Arms」中的同名角色。
毀滅大魔(聲優：松本大／香港：林保全）
三位侵略作戰部隊隊長之一，鍾愛並喜歡收集武器，隨身跟隨一輛用於擺放武器的戰車，如果武器被弄壞或被弄丟會生氣。戰鬥力極強，但不擅長制定戰略。
原型角色是「SD司令戰記G-Arms」中的同名角色。
渣咕
為數眾多的士兵，被打敗時，裝甲會脫落，露出骨架。其中三位成員，是動畫末段「渣咕渣咕時間」的主持人。

## 用語
心靈傳動系統
隊長高達擁有的裝置，作用等同人類的「心」，能夠感應友情，並以此為能量，使出破壞更強的招式。司令沙煞比和加貝拉博士／GP-04馬都拿都擁有一個黑色的「心靈傳動系統」。
渣咕尼羅之門
與自護總司令同樣，擁有可以讓任何物體傳送到任何次元空間的能力。藉由使用者所攜帶的小型門向大型門發出指令，命令其打開通往指定座標的門。一開始由暗黑阿古捷斯使用，司令沙煞比敗亡後落入S.D.G.手中，高達軍團借此探索次元空間，並光復所有被暗黑阿古捷斯所侵略的世界。最終決戰後透露實為一對父子，但在旅途中被暗黑阿古捷斯抓住，被強迫助其侵略次元世界。被解放後再度重新出發旅行。
冰龍
拉古羅亞的聖獸，最初以毛球型生物「芬芬」型態出現，後來力量醒覺後，才回復原狀。
天地城(Grand Master Gundam)
天宮之國的都城，本身是一座移動要塞，除了大炮，還有機械臂，可使用鐵槌、鐵棒等格鬥武器。
與「SD戰國傳 風林火山篇」的同名兵器無關。

## 外部連結
- 日文官方網頁（页面存档备份，存于）

| 翡翠台 星期四 17:10─17:40 節目 提供中文字幕 | 翡翠台 星期四 17:10─17:40 節目 提供中文字幕 | 翡翠台 星期四 17:10─17:40 節目 提供中文字幕 |
| ------------------------------------------- | ------------------------------------------- | ------------------------------------------- |
|                                             | SD高達 （2005年6月2日－2006年1月19日）      |                                             |
| 帝皇戰紀                                    | 翼之奇幻旅程                                |                                             |